# 윤의준
윤의준(1960년 5월 4일~)은 서울대학교 재료공학 교수 출신으로, 한국에너지공과대학교의 초대 총장이다.
2021년 한국에너지공과대학교의 초대 총장으로 취임했으며, 2023년 12월 28일에 사임했다.